# لينكولن رايلي
لينكولن رايلي (بالإنجليزية: Lincoln Riley)‏ هو لاعب كرة قدم أمريكية أمريكي، ولد في 5 سبتمبر 1983 في لوبوك في الولايات المتحدة.